# HD 88955
HD 88955 (nota anche come q Velorum) è una stella bianca nella sequenza principale di magnitudine 3,84 situata nella costellazione delle Vele. Dista 103 anni luce dal sistema solare.

## Osservazione
Si tratta di una stella situata nell'emisfero celeste australe. La sua posizione moderatamente australe fa sì che questa stella sia osservabile specialmente dall'emisfero sud, in cui si mostra alta nel cielo nella fascia temperata; dall'emisfero boreale la sua osservazione risulta invece più penalizzata, specialmente al di fuori della sua fascia tropicale. Essendo di magnitudine 3,8, la si può osservare anche dai piccoli centri urbani senza difficoltà, sebbene un cielo non eccessivamente inquinato sia maggiormente indicato per la sua individuazione.
Il periodo migliore per la sua osservazione nel cielo serale ricade nei mesi compresi fra febbraio e giugno; nell'emisfero sud è visibile anche per buona parte dell'inverno, grazie alla declinazione australe della stella, mentre nell'emisfero nord può essere osservata limitatamente durante i mesi primaverili boreali.

## Caratteristiche fisiche
La stella è una bianca di sequenza principale di classe spettrale A2Va; ha una massa 2,2 volte quella del Sole ed un raggio che è quasi il doppio.
Possiede una magnitudine assoluta di 1,35 e la sua velocità radiale positiva indica che la stella si sta allontanando dal sistema solare.